# Liste der Bodendenkmäler in Straßkirchen
Auf dieser Seite sind die Bodendenkmäler in der niederbayerischen Gemeinde Straßkirchen zusammengestellt. Diese Tabelle ist eine Teilliste der Liste der Bodendenkmäler in Bayern. Grundlage ist die Bayerische Denkmalliste, die auf Basis des Bayerischen Denkmalschutzgesetzes vom 1. Oktober 1973 erstmals erstellt wurde und seither durch das Bayerische Landesamt für Denkmalpflege geführt wird. Die folgenden Angaben ersetzen nicht die rechtsverbindliche Auskunft der Denkmalschutzbehörde.

## Bodendenkmäler der Gemeinde Straßkirchen

### Gemarkung Aiterhofen
| Lage                  | Objekt                                               | Akten-Nr.     | Bild |
| --------------------- | ---------------------------------------------------- | ------------- | ---- |
| Aiterhofen (Standort) | Verebnete Grabhügel vorgeschichtlicher Zeitstellung. | D-2-7141-0129 |      |

### Gemarkung Amselfing
| Lage                 | Objekt                                                                                      | Akten-Nr.     | Bild |
| -------------------- | ------------------------------------------------------------------------------------------- | ------------- | ---- |
| Amselfing (Standort) | Siedlung vor- und frühgeschichtlicher Zeitstellung.                                         | D-2-7142-0385 |      |
| Amselfing (Standort) | Verebnete Grabhügel mit Kreisgräben und Siedlung vor- und frühgeschichtlicher Zeitstellung. | D-2-7142-0390 |      |

### Gemarkung Grafling
| Lage                | Objekt | Akten-Nr.     | Bild |
| ------------------- | --- | ------------- | ---- |
| Grafling (Standort) | Siedlung der Urnenfelderzeit. | D-2-7142-0255 |      |
| Grafling (Standort) | Siedlung der Metallzeiten, der mittleren und späten Latènezeit sowie Wüstung des Mittelalters und der frühen Neuzeit. | D-2-7142-0256 |      |
| Grafling (Standort) | Verebnete Viereckschanze und Siedlung der späten Latènezeit sowie Siedlungen vor und frühgeschichtlicher Zeitstellung, unter anderem des Jungneolithikums (Münchshöfener Kultur), der Bronzezeit und der Urnenfelderzeit. | D-2-7142-0257 |      |
| Grafling (Standort) | Siedlung vor- und frühgeschichtlicher Zeitstellung. | D-2-7142-0259 |      |
| Grafling (Standort) | Siedlung vorgeschichtlicher Zeitstellung, unter anderem der Latènezeit. | D-2-7142-0405 |      |
| Grafling (Standort) | Zwei verebnete Grabenwerke vor- und frühgeschichtlicher Zeitstellung sowie Siedlungen des Jungneolithikums (Altheimer Gruppe), der Urnenfelderzeit und der Hallstattzeit.                                                 | D-2-7242-0432 |      |

### Gemarkung Irlbach
| Lage               | Objekt                                               | Akten-Nr.     | Bild |
| ------------------ | ---------------------------------------------------- | ------------- | ---- |
| Irlbach (Standort) | Verebnete Grabhügel vorgeschichtlicher Zeitstellung. | D-2-7142-0161 |      |

### Gemarkung Niederharthausen
| Lage                        | Objekt                                               | Akten-Nr.     | Bild |
| --------------------------- | ---------------------------------------------------- | ------------- | ---- |
| Niederharthausen (Standort) | Verebnete Grabhügel vorgeschichtlicher Zeitstellung. | D-2-7142-0137 |      |

### Gemarkung Niederschneiding
| Lage                        | Objekt | Akten-Nr.     | Bild |
| --------------------------- | --- | ------------- | ---- |
| Niederschneiding (Standort) | Siedlungen der Linearbandkeramik, des Mittelneolithikums (Stichbandkeramik/Gruppe Oberlauterbach) des Jungneolithikums (Münchshöfener Gruppe), der Bronzezeit, der Urnenfelderzeit, der Latènezeit sowie der römischen Kaiserzeit. | D-2-7142-0250 |      |

### Gemarkung Paitzkofen
| Lage                  | Objekt | Akten-Nr.     | Bild |
| --------------------- | --- | ------------- | ---- |
| Paitzkofen (Standort) | Siedlung der Hallstattzeit. | D-2-7142-0261 |      |
| Paitzkofen (Standort) | Siedlung des Jungneolithikums (Altheimer Kultur).                                                                               | D-2-7142-0262 |      |
| Paitzkofen (Standort) | Siedlung vor- und frühgeschichtlicher Zeitstellung.                                                                             | D-2-7142-0263 |      |
| Paitzkofen (Standort) | Verebnete Grabhügel vorgeschichtlicher Zeitstellung.                                                                            | D-2-7142-0265 |      |
| Paitzkofen (Standort) | Verebnete Grabhügel vorgeschichtlicher Zeitstellung.                                                                            | D-2-7142-0267 |      |
| Paitzkofen (Standort) | Siedlung und verebnete Grabhügel vor- und frühgeschichtlicher Zeitstellung.                                                     | D-2-7142-0268 |      |
| Paitzkofen (Standort) | Siedlung vor- und frühgeschichtlicher Zeitstellung.                                                                             | D-2-7142-0269 |      |
| Paitzkofen (Standort) | Untertägige mittelalterliche und frühneuzeitliche Befunde im Bereich der katholischen Filialkirche St. Nikolaus von Paitzkofen. | D-2-7142-0399 |      |
| Paitzkofen (Standort) | Wüstung des Mittelalters und der frühen Neuzeit (ehemalige Putzenhofen).                                                        | D-2-7142-0401 |      |
| Paitzkofen (Standort) | Siedlung vorgeschichtlicher Zeitstellung, unter anderem des Neolithikums.                                                       | D-2-7142-0407 |      |
| Paitzkofen (Standort) | Erdstall des Mittelalters und der frühen Neuzeit.                                                                               | D-2-7142-0408 |      |
| Paitzkofen (Standort) | Körpergräber vor- und frühgeschichtlicher Zeitstellung.                                                                         | D-2-7142-0409 |      |

### Gemarkung Schambach
| Lage                 | Objekt | Akten-Nr.     | Bild |
| -------------------- | --- | ------------- | ---- |
| Schambach (Standort) | Siedlungen des Spätneolithikums bzw. der Bronzezeit und metallzeitlicher Zeitstellung sowie Bestattungsplatz der frühen Bronzezeit. | D-2-7142-0272 |      |
| Schambach (Standort) | Brandgräber der Urnenfelderzeit. | D-2-7142-0273 |      |
| Schambach (Standort) | Verebnete Grabhügel vorgeschichtlicher Zeitstellung und Siedlung vor- und frühgeschichtlicher, unter anderem neolithischer Zeitstellung, unter anderem des Mittelneolithikums, der Stichbandkeramik und des Jungneolithikums sowie Bestattungsplatz der Schnurkeramik, der frühen und mittleren Bronzezeit, der Urnenfelderzeit, der Hallstattzeit, der frühen und mittleren Latènezeit, der römischen Kaiserzeit und des Frühmittelalters. | D-2-7142-0275 |      |
| Schambach (Standort) | Siedlungen vor- und frühgeschichtlicher Zeitstellung, unter anderem der frühen, mittleren und späten Latènezeit sowie der frühen römischen Kaiserzeit. Bestattungsplatz der römischen Kaiserzeit. | D-2-7142-0278 |      |
| Schambach (Standort) | Verebnetes viereckiges Grabenwerk und Siedlung vor- und frühgeschichtlicher, unter anderem jungneolithischer Zeitstellung, der Altheimer Kultur, der Bronzezeit und der Urnenfelderzeit sowie verebneter Grabhügel vorgeschichtlicher Zeitstellung. | D-2-7142-0280 |      |
| Schambach (Standort) | Siedlung und Bestattungsplatz der Linearbandkeramik. Siedlung und Grabenwerk der Münchshöfener Kultur. Siedlung der Altheimer Kultur, der Bronzezeit, der Urnenfelderzeit, der späten Latènezeit und der römischen Kaiserzeit. | D-2-7142-0281 |      |
| Schambach (Standort) | Siedlung vor- und frühgeschichtlicher Zeitstellung, unter anderem der Bronzezeit und der Latènezeit sowie Körpergräber des Endneolithikums bzw. der frühen Bronzezeit. | D-2-7142-0282 |      |
| Schambach (Standort) | Siedlung der jüngeren Linearbandkeramik und der Bronzezeit. | D-2-7142-0284 |      |
| Schambach (Standort) | Siedlung vor- und frühgeschichtlicher Zeitstellung, unter anderem der Altheimer Kultur und der Bronzezeit/Urnenfelderzeit. | D-2-7142-0285 |      |
| Schambach (Standort) | Siedlung vor- und frühgeschichtlicher Zeitstellung, unter anderem der Münchshöfener Kultur. | D-2-7142-0286 |      |
| Schambach (Standort) | Siedlung vor- und frühgeschichtlicher Zeitstellung. | D-2-7142-0287 |      |
| Schambach (Standort) | Siedlung vor- und frühgeschichtlicher und metallzeitlicher Zeitstellung, u.a der späten Latènezeit. | D-2-7142-0288 |      |
| Schambach (Standort) | Siedlung vor- und frühgeschichtlicher Zeitstellung, unter anderem der Bronzezeit und Urnenfelderzeit, der späten Latènezeit und der römischen Kaiserzeit. | D-2-7142-0289 |      |
| Schambach (Standort) | Siedlung- und Bestattungsplatz des Mittelneolithikums. Siedlung der Linearbandkeramik, der Altheimer Kultur, der Bronzezeit, v. a. der mittleren Bronzezeit, der Urnenfelderzeit, der Hallstattzeit sowie der frühen und späten Latènezeit. | D-2-7142-0290 |      |
| Schambach (Standort) | Verebnetes Grabenwerk mit drei parallelen Gräben sowie Siedlung vorgeschichtlicher Zeitstellung. | D-2-7142-0291 |      |
| Schambach (Standort) | Siedlung vor- und frühgeschichtlicher, unter anderem metallzeitlicher Zeitstellung. | D-2-7142-0292 |      |
| Schambach (Standort) | Verebnete Grabhügel vorgeschichtlicher Zeitstellung. | D-2-7142-0293 |      |
| Schambach (Standort) | Verebnete Grabhügel vorgeschichtlicher Zeitstellung. | D-2-7142-0294 |      |
| Schambach (Standort) | Verebnete Grabhügel vorgeschichtlicher Zeitstellung. | D-2-7142-0295 |      |
| Schambach (Standort) | Siedlung der Bronzezeit. | D-2-7142-0369 |      |
| Schambach (Standort) | Untertägige mittelalterliche und frühneuzeitliche Befunde im Bereich des Schlosses von Schambach und seiner mittelalterlichen Vorgängerbauten. | D-2-7142-0392 |      |
| Schambach (Standort) | Untertägige mittelalterliche und frühneuzeitliche Befunde im Bereich der katholischen Pfarrkirche St. Nikolaus von Schambach und ihres Vorgängerbaus mit zugehörigem Friedhof sowie der frühneuzeitlichen katholischen Friedhofskapelle St. Vitus. | D-2-7142-0393 |      |
| Schambach (Standort) | Siedlung vor- und frühgeschichtlicher Zeitstellung. | D-2-7142-0464 |      |
| Schambach (Standort) | Siedlung des Mittelneolithikums, der Münchshöfener Kultur, der Altheimer Kultur, der Glockenbecherkultur, der Bronzezeit und Urnenfelderzeit, der Frühlatènezeit und der Römischen Kaiserzeit. | D-2-7142-0468 |      |
| Schambach (Standort) | Siedlung der Münchshöfener Kultur, der Bronzezeit/Urnenfelderzeit und der späten Latènezeit. | D-2-7142-0469 |      |
| Schambach (Standort) | Siedlung der Münchshöfener Kultur. | D-2-7142-0470 |      |
| Schambach (Standort) | Siedlung metallzeitlicher Zeitstellung. Bestattungsplatz der Urnenfelderzeit. | D-2-7142-0471 |      |

### Gemarkung Stephansposching
| Lage                        | Objekt                                                                      | Akten-Nr.     | Bild |
| --------------------------- | --------------------------------------------------------------------------- | ------------- | ---- |
| Stephansposching (Standort) | Verebnete Grabhügel und Siedlung vor- und frühgeschichtlicher Zeitstellung. | D-2-7142-0013 |      |
| Stephansposching (Standort) | Verebnete Grabhügel vorgeschichtlicher Zeitstellung.                        | D-2-7142-0081 |      |

### Gemarkung Straßkirchen
| Lage                    | Objekt | Akten-Nr.     | Bild |
| ----------------------- | --- | ------------- | ---- |
| Straßkirchen (Standort) | Verebneter Turmhügel des späten Mittelalters und der frühen Neuzeit mit zugehörigem Wirtschaftshof. | D-2-7142-0301 |      |
| Straßkirchen (Standort) | Siedlung der frühen Bronzezeit. | D-2-7142-0302 |      |
| Straßkirchen (Standort) | Brandgräber der Urnenfelderzeit. | D-2-7142-0306 |      |
| Straßkirchen (Standort) | Siedlungen der Bronzezeit und der Urnenfelderzeit. | D-2-7142-0307 |      |
| Straßkirchen (Standort) | Verebnete Grabenwerke und Siedlungen vor- und frühgeschichtlicher Zeitstellung, unter anderem des Mittelneolithikums (Stichbandkeramik), des Jungneolithikums (Münchshöfener Kultur), des Spätneolithikums (Chamer Kultur), der Urnenfelderzeit und der Latènezeit.                                                                                | D-2-7142-0308 |      |
| Straßkirchen (Standort) | Siedlungen des Neolithikums, der späten Hallstattzeit, der frühen und späten Latènezeit sowie des Mittelalters. | D-2-7142-0310 |      |
| Straßkirchen (Standort) | Bestattungsplatz des frühen Mittelalters. | D-2-7142-0312 |      |
| Straßkirchen (Standort) | Bestattungsplatz des frühen Mittelalters. | D-2-7142-0313 |      |
| Straßkirchen (Standort) | Siedlungen vor- und frühgeschichtlicher Zeitstellung, unter anderem des Mittelneolithikums (Stichbandkeramik), des Jungneolithikums (Altheimer und Münchshöfener Kultur), der mittleren Bronzezeit, der Urnenfelderzeit, der Hallstattzeit und der Latènezeit sowie verebnetes Grabenwerk und Grabhügel vor- und frühgeschichtlicher Zeitstellung. | D-2-7142-0316 |      |
| Straßkirchen (Standort) | Siedlungen vor- und frühgeschichtlicher Zeitstellung, unter anderem der frühen Bronzezeit. | D-2-7142-0317 |      |
| Straßkirchen (Standort) | Siedlung der Hallstattzeit. | D-2-7142-0319 |      |
| Straßkirchen (Standort) | Siedlungen vor- und frühgeschichtlicher Zeitstellung, unter anderem des Mittelneolithikums, der mittleren Bronzezeit und der Latènezeit sowie Bestattungsplatz vor- und frühgeschichtlicher Zeitstellung. | D-2-7142-0322 |      |
| Straßkirchen (Standort) | Siedlung vor- und frühgeschichtlicher Zeitstellung. | D-2-7142-0323 |      |
| Straßkirchen (Standort) | Verebnete Grabhügel vorgeschichtlicher Zeitstellung. | D-2-7142-0328 |      |
| Straßkirchen (Standort) | Siedlungen vor- und frühgeschichtlicher Zeitstellung, unter anderem des Mittelneolithikums (Münchshöfener Kultur), der Altheimer Kultur, der Bronzezeit, Urnenfelder-, Hallstatt- und Latènezeit, der römischen Kaiserzeit sowie Körpergräber des Neolithikums und verebnete Grabhügel mit Kreisgräben vorgeschichtlicher Zeitstellung.            | D-2-7142-0329 |      |
| Straßkirchen (Standort) | Siedlung vor- und frühgeschichtlicher Zeitstellung. | D-2-7142-0332 |      |
| Straßkirchen (Standort) | Verebneter Grabhügel vorgeschichtlicher Zeitstellung. | D-2-7142-0333 |      |
| Straßkirchen (Standort) | Verebneter Grabhügel vorgeschichtlicher Zeitstellung. | D-2-7142-0334 |      |
| Straßkirchen (Standort) | Siedlung vor- und frühgeschichtlicher Zeitstellung. | D-2-7142-0335 |      |
| Straßkirchen (Standort) | Siedlung vor- und frühgeschichtlicher Zeitstellung. | D-2-7142-0336 |      |
| Straßkirchen (Standort) | Siedlung vor- und frühgeschichtlicher Zeitstellung. | D-2-7142-0338 |      |
| Straßkirchen (Standort) | Siedlungen vor- und frühgeschichtlicher Zeitstellung, unter anderem des Mittelneolithikums (Münchshöfener Kultur) sowie verebnetes viereckiges Grabenwerk vorgeschichtlicher Zeitstellung. | D-2-7142-0339 |      |
| Straßkirchen (Standort) | Siedlung vor- und frühgeschichtlicher Zeitstellung. | D-2-7142-0341 |      |
| Straßkirchen (Standort) | Verebnetes viereckiges Grabenwerk vor- und frühgeschichtlicher Zeitstellung. | D-2-7142-0342 |      |
| Straßkirchen (Standort) | Siedlung vor- und frühgeschichtlicher Zeitstellung. | D-2-7142-0343 |      |
| Straßkirchen (Standort) | Siedlung der Urnenfelderzeit, der Hallstattzeit und der Latènezeit sowie verebnete Grabhügel mit Kreisgräben vorgeschichtlicher Zeitstellung. | D-2-7142-0345 |      |
| Straßkirchen (Standort) | Siedlung vor- und frühgeschichtlicher Zeitstellung. | D-2-7142-0348 |      |
| Straßkirchen (Standort) | Siedlung vor- und frühgeschichtlicher Zeitstellung. | D-2-7142-0349 |      |
| Straßkirchen (Standort) | Siedlung des Spätneolithikums (Chamer Kultur), der Bronzezeit, der Urnenfelderzeit, der Hallstattzeit sowie der späten Latènezeit. | D-2-7142-0351 |      |
| Straßkirchen (Standort) | Siedlung vor- und frühgeschichtlicher Zeitstellung. | D-2-7142-0354 |      |
| Straßkirchen (Standort) | Siedlung vor- und frühgeschichtlicher Zeitstellung. | D-2-7142-0355 |      |
| Straßkirchen (Standort) | Siedlung vor- und frühgeschichtlicher Zeitstellung. | D-2-7142-0357 |      |
| Straßkirchen (Standort) | Verebnete Grabhügel mit Kreisgräben vorgeschichtlicher Zeitstellung. | D-2-7142-0360 |      |
| Straßkirchen (Standort) | Siedlung vor- und frühgeschichtlicher Zeitstellung sowie verebnete Grabhügel vorgeschichtlicher Zeitstellung. | D-2-7142-0361 |      |
| Straßkirchen (Standort) | Verebneter Grabhügel mit Kreisgraben vorgeschichtlicher Zeitstellung. | D-2-7142-0362 |      |
| Straßkirchen (Standort) | Siedlung und verebnetes Grabenwerk vor- und frühgeschichtlicher Zeitstellung. Siedlung des Jungneolithikums, der frühen Bronzezeit, der späten Latènezeit und der römischen Kaiserzeit. Bestattungsplatz der römischen Kaiserzeit. | D-2-7142-0363 |      |
| Straßkirchen (Standort) | Verebnete Grabhügel vorgeschichtlicher Zeitstellung. | D-2-7142-0364 |      |
| Straßkirchen (Standort) | Verebnete Grabhügel vorgeschichtlicher Zeitstellung. | D-2-7142-0366 |      |
| Straßkirchen (Standort) | Verebnete Grabhügel vorgeschichtlicher Zeitstellung. | D-2-7142-0367 |      |
| Straßkirchen (Standort) | Siedlungen des Neolithikums, unter anderem des Jungneolithikums (Altheimer Kultur), des Endneolithikums (Glockenbecherkultur), der Bronzezeit, unter anderem der mittleren Bronzezeit sowie der Latènezeit, Bestattungsplatz des Endneolithikums (Glockenbecherkultur).                                                                            | D-2-7142-0376 |      |
| Straßkirchen (Standort) | Siedlungen vor- und frühgeschichtlicher, unter anderem neolithischer Zeitstellung, unter anderem des Mittel- und Jungneolithikums. | D-2-7142-0381 |      |
| Straßkirchen (Standort) | Untertägige spätmittelalterliche und frühneuzeitliche Befunde im Bereich der katholischen Filialkirche St. Georg von Niederast. | D-2-7142-0395 |      |
| Straßkirchen (Standort) | Untertägige frühneuzeitliche Befunde im Bereich der katholischen Filialkirche St. Martin von Haberkofen mit zugehörigem Friedhof und ihres Vorgängerbaus. | D-2-7142-0397 |      |
| Straßkirchen (Standort) | Untertägige mittelalterliche und frühneuzeitliche Befunde im Bereich der katholischen Pfarrkirche St. Stephan von Straßkirchen mit zugehörigem Friedhof und ihrer Vorgängerbauten. | D-2-7142-0402 |      |
| Straßkirchen (Standort) | Siedlung und Grabenwerk des Jungneolithikums (Altheimer Kultur), Siedlung der Urnenfelderzeit, Siedlung und Grabenwerk der Hallstattzeit, Villa rustica der mittleren römischen Kaiserzeit, Bestattungsplatz der frühen Latènezeit und Reihengräber des frühen Mittelalters.                                                                       | D-2-7142-0404 |      |
| Straßkirchen (Standort) | Siedlung vor- und frühgeschichtlicher Zeitstellung. | D-2-7142-0440 |      |
| Straßkirchen (Standort) | Siedlungen der frühen bis mittleren Bronzezeit, der Urnenfelderzeit, der Latènezeit und des frühen Mittelalters sowie Bestattungsplatz der frühen Latènezeit. | D-2-7142-0443 |      |
| Straßkirchen (Standort) | Siedlung und/oder Bestattungsplatz der späten Bronzezeit und Urnenfelderzeit. | D-2-7142-0465 |      |